# 가운데 이름

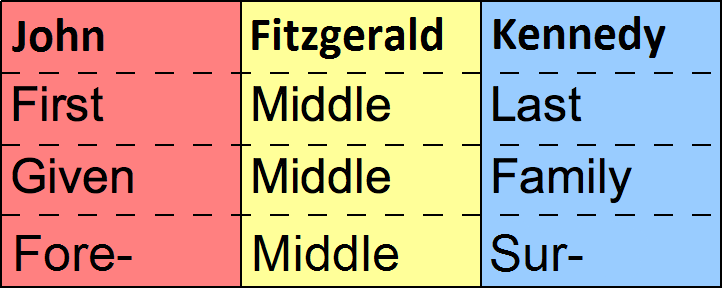
이름(First/given), 가운데(middle), 성(last/family/surname) 다이어그램. John Fitzgerald Kennedy의 예.

여러 문화권에서 가운데 이름 또는 미들 네임(middle name)은 사람의 성과 이름 사이에 추가되는 인명의 한 부분이다. 인명에는 동일한 이름/성을 가진 다른 사람과의 구별이 필요한지의 여부에 관계 없이 가운데 이름이 부여될 수 있다.

## 영어권
오스트레일리아, 캐나다, 아일랜드, 뉴질랜드, 미국, 영국 등 영어를 주로 구사하는 국가에서는 가족의 유산의 영예를 기리기 위해 친척의 이름을 가운데 이름을 사용하는 일이 있다. 그러나 미국에서는 다수의 경우 인명의 가운데 이름은 혈통과 관련이 거의 없거나 아예 없으며 가까운 가족의 친구나 저명한 인물을 존경하는 차원에서 사용된다.

## 같이 보기
- 아이슬란드 이름
- 로마식 작명법
- 인명